# Brachalletes
Genre
Brachalletes est un genre éteint de marsupiaux qui a vécu au Pléistocène en Australie. Sa relation avec d'autres espèces de marsupiaux est débattue. Le genre a été assigné à l'ordre des Diprotodontia et à la famille des Macropodidae par McKenna et Bell en 1997. Il semble que ce genre était carnivore.

## Référence
- (en) De Vis 1883 : « On tooth-marked bones of extinct marsupials », Proceedings of the Linnean Society of New South Wales, vol. 8, p. 187-90.